# Gedongombo (Ploso)
Gedongombo is een bestuurslaag in het regentschap Jombang van de provincie Oost-Java, Indonesië. Gedongombo telt 2419 inwoners (volkstelling 2010).